# Mistrzostwa Europy w Piłce Siatkowej Kobiet 2026
Ten artykuł dotyczy przyszłego wydarzenia sportowego. Informacje w nim zawarte zmienią się w przyszłości.
Mistrzostwa Europy w Piłce Siatkowej Kobiet 2026 – 34. edycja turnieju siatkarskiego, mającego na celu wyłonienie najlepszej żeńskiej reprezentacji narodowej w Europie, organizowana pod egidą CEV. Organizatorami imprezy będą Turcja, Czechy, Szwecja i Azerbejdżan.

## Eliminacje i uczestnicy

### Zakwalifikowane drużyny
| Reprezentacja | Podstawa kwalifikacyjna                  | Data kwalifikacji | Liczba występów | Mistrzostwa 2023 | Najlepszy wynik         |
| ------------- | ---------------------------------------- | ----------------- | --------------- | ---------------- | ----------------------- |
| Turcja        | Gospodarz                                | 26 września 2023  | 16              | Mistrzostwo      | (2023)                  |
| Czechy        | Gospodarz                                | 6 grudnia 2023    | 12              | 8. miejsce       | (1993)                  |
| Szwecja       | Gospodarz                                | 6 marca 2024      | 5               | 15. miejsce      | 8. miejsce (2021)       |
| Azerbejdżan   | Gospodarz                                | 12 marca 2024     | 10              | 17. miejsce      | 4. miejsce (2005, 2017) |
| Serbia        | 2. miejsce na Mistrzostwach Europy 2023  | 3 września 2023   | 10              | 2. miejsce       | (2011, 2017, 2019)      |
| Holandia      | 3. miejsce na Mistrzostwach Europy 2023  | 3 września 2023   | 30              | 3. miejsce       | (1995)                  |
| Włochy        | 4. miejsce na Mistrzostwach Europy 2023  | 3 września 2023   | 27              | 4. miejsce       | (2007, 2009, 2021)      |
| Polska        | 5. miejsce na Mistrzostwach Europy 2023  | 30 sierpnia 2023  | 31              | 5. miejsce       | (2003, 2005)            |
| Francja       | 6. miejsce na Mistrzostwach Europy 2023  | 29 sierpnia 2023  | 18              | 6. miejsce       | 4. miejsce (1951)       |
| Bułgaria      | 7. miejsce na Mistrzostwach Europy 2023  | 29 sierpnia 2023  | 31              | 7. miejsce       | (1981)                  |
| Ukraina       | 9. miejsce na Mistrzostwach Europy 2023  | 28 sierpnia 2023  | 10              | 9. miejsce       | (1993)                  |
| Słowacja      | 10. miejsce na Mistrzostwach Europy 2023 | 27 sierpnia 2023  | 6               | 10. miejsce      | 9. miejsce (2003)       |